# Amnehärads församling
Amnehärads församling är en församling i Amnehärad-Lyrestads pastorat i Vadsbo kontrakt i Skara stift i Svenska kyrkan. Församlingen är den nordligaste i detta stift och i landskapet Västergötland. Församlingen ligger i Gullspångs kommun i Västra Götalands län.

## Administrativ historik
Församlingen har medeltida ursprung. 
Församlingen var till 1962 moderförsamling i pastoratet Amnehärad och Södra Råda för att därefter till 1971 utgöra ett eget pastorat. Från 1971 till 2006 var församlingen åter moderförsamling i pastoratet Amnehärad och Södra Råda. 2006 införlivades Södra Råda församling och församlingen ingår sedan dess i Amnehärad-Lyrestads pastorat. Den utvidgade Amnehärads församling ingår i två landskap, Västergötland och Värmland.

## Organister
| Period    | Namn             | Levnadstid | Övrigt   |
| --------- | ---------------- | ---------- | -------- |
| 1837-1890 | Niklas Brandberg | 1822-1890  | Organist |

## Kyrkor
- Amnehärads kyrka
- Södra Råda nya kyrka